# Каноиньяс (микрорегион)

Каноиньяс на карте.

Каноиньяс (порт. Microrregião de Canoinhas) — микрорегион в Бразилии, входит в штат Санта-Катарина. Составная часть мезорегиона Север штата Санта-Катарина. 
Население составляет 	243 739	 человек (на 2010 год). Площадь — 	9 411,124	 км². Плотность населения — 	25,90	 чел./км².

## Демография
Согласно сведениям, собранным в ходе переписи 2010 г. Национальным институтом географии и статистики (IBGE), население микрорегиона составляет:						
| Полное население                             | Полное население                             | Полное население                             | Полное население                             | 243 739 |
| -------------------------------------------- | -------------------------------------------- | -------------------------------------------- | -------------------------------------------- | ------- |
| в том числе:                                 | Городское население                          | 161 915                                      | Процент городского населения, %              | 66,43   |
|                                              | Сельское население                           | 81 824                                       | Процент сельского населения, %               | 33,57   |
|                                              | Мужское население                            | 122 225                                      | Процент мужского населения, %                | 50,15   |
|                                              | Женское население                            | 121 514                                      | Процент женского населения, %                | 49,85   |
| Плотность населения, чел/км²                 | Плотность населения, чел/км²                 | Плотность населения, чел/км²                 | Плотность населения, чел/км²                 | 25,90   |
| Население микрорегиона в % к населению штата | Население микрорегиона в % к населению штата | Население микрорегиона в % к населению штата | Население микрорегиона в % к населению штата | 3,90    |

## Статистика
- Валовой внутренний продукт на 2003 составляет 2 143 253 812,00 реалов (данные: Бразильский институт географии и статистики).
- Валовой внутренний продукт на душу населения на 2003 составляет 9048,48 реалов (данные: Бразильский институт географии и статистики).
- Индекс развития человеческого потенциала на 2000 составляет 0,768 (данные: Программа развития ООН).

## Состав микрорегиона
В составе микрорегиона включены следующие муниципалитеты:
1. Бела-Виста-ду-Толду
2. Каноиньяс
3. Иринеополис
4. Итаиополис
5. Мафра
6. Мажор-Виейра
7. Монти-Кастелу
8. Папандува
9. Порту-Униан
10. Санта-Терезинья
11. Тимбо-Гранди
12. Трес-Баррас